# Педжень
Педжень, Педжені (рум. Pegeni) — село у повіті Горж в Румунії. Входить до складу комуни Хурезань.
Село розташоване на відстані 198 км на захід від Бухареста, 39 км на південний схід від Тиргу-Жіу, 53 км на північ від Крайови.

## Населення
За даними перепису населення 2002 року у селі проживали 344 особи, усі — румуни. Усі жителі села рідною мовою назвали румунську.